# Rock (Noord-Ierland)
Rock (Iers: an Charraig) is een klein dorpje in oost County Tyrone, Noord-Ierland. De naam is ontleend aan een steenafgraving, in gebruik aan het eind van de negentiende eeuw en begin van de twintigste eeuw.  Een Mass Rock bevindt zich in Tullyodonnel, op een halve mijl afstand van het dorp. Een Mass rock (Carraig an Aifrinn in het Iers) was een steen die in Ierland gebruikt werd in de midden van de zeventiende eeuw als een locatie voor de katholieke eredienst. 
In Rock bevindt zich een oude waterpomp, die weliswaar nooit een goede waterkwaliteit leverde aan de dorpelingen, die nu is gerenoveerd en het centrum van het dorp siert. In Rock is een Mc Lernon's pub, een winkel en een algemene handelaarsmarkt. De winkel is nu gesloten maar het terrein wordt vrijgegeven voor de geplande woningbouw.  
Op 10 februari 1975 werden Arthur Mulholland (65) en Eugene Doyle (18), beide katholieke burgers, vermoord tijdens een Ulster Volunteer Force (UVF) aanslag met een machinepistool op Bar Hayden's in Rock. 